# B-29 Superfortress
Boeing B-29 Superfortress a fost un bombardier greu cvadrimotor cu elice folosit în principal de către Statele Unite ale Americii în timpul celui de-al Doilea Război Mondial și în Războiul din Coreea. B-29 a fost printre cele mai mari avioane folosite în timpul celui de-al Doilea Război Mondial. Un model foarte avansat la vremea respectivă, era dotat cu o cabină presurizată, un sistem de conducere a focului electronic și turele telecomandate. Denumirea „Superfortress” (Superfortăreața) era derivată din cea a predecesorului său, modelul B-17 Flying Fortress (Fortăreața Zburătoare). A fost principalul avion folosit de SUA în campania de bombardamente incendiare desfășurată împotriva Imperiului Japonez în ultimele luni ale celui de-al Doilea Război Mondial. A fost, de asemenea, bombardierul care a lansat bomba atomică asupra orașelor Hiroșima și Nagasaki. Spre deosebire de multe alte bombardiere din cel de-al Doilea Război Mondial, B-29 a rămas în dotare și după război, câteva fiind folosite ca transmițătoare de televiziune zburătoare de către compania Stratovision.
B-29 a fost folosit în mai multe roluri în anii 1950. Bombardierul a fost folosit și de către Forțele Aeriene Regale Britanice, fiind denumit Washington, până în anul 1953 când a fost înlocuit de bombardierele cu motoare cu reacție English Electric Canberra. Uniunea Sovietică a fabricat o copie fără licență denumită Tupolev Tu-4. B-29 a stat la baza unei serii de bombardiere, avioane de transport, avioane-cisterne și avioane de recunoaștere proiectate de către compania Boeing. Printre acestea s-a numărat și B-50 Superfortress (un B-29 dotat cu alte motoare), primul avion care a zburat non-stop în jurul lumii. B-29 a fost retras din uz în anul 1960, fiind construite în total 3.970 de exemplare. Deși multe exemplare au supraviețuit până în prezent în muzee, doar un singur exemplar mai este operațional.

## Legături externe
- B-29 Combat Crew Manual
- "Meet the B-29", Popular Science, August 1944—the first large and detailed public article printed on the B-29 in the US
- Pelican's Perch #56:Superfortress! Arhivat în 28 august 2007, la Wayback Machine., Article wrote by John Deakin, one of the pilots who regularly fly the world's first restored-to-flight B-29
- WarbirdsRegistry.org B-29/B-50, Listing of surviving B-29s
- "Great Engines and Great Planes", 1947 – 130 page book about the rapid design, testing, and production of the B-29 powerplant by Chrysler Corporation in World War II Arhivat în 13 iulie 2011, la Wayback Machine.
- B-29 Flight Procedure and Combat Crew Functioning – 1944 US Army Air Forces Training Film pe YouTube